# Ironheart
Ironheart (en español: Corazón de Hierro) (Riri Williams) es una superheroína de cómic que aparece en publicaciones de la editorial estadounidense Marvel Comics. Creada por el escritor Brian Michael Bendis y el artista Mike Deodato, el personaje apareció por primera vez en Invincible Iron Man Vol. 2 #7 (mayo de 2016) y luego rediseñado por Eve Ewing y Kevin Libranda.
Dominique Thorne interpreta a Riri Williams en el Universo cinematográfico de Marvel en la película Black Panther: Wakanda Forever (2022) y en la serie Ironheart (2025) de Disney+.

## Historial de publicación
Riri Williams, creada por Brian Michael Bendis y diseñada por Mike Deodato, apareció por primera vez en Invincible Iron Man vol. 2 # 7, escrito por Bendis y dibujado por Deodato. Luego hizo su primera aparición significativa dos números más tarde.
Más tarde, Williams protagonizó el tercer volumen de Invincible Iron Man, a partir de finales de 2016, con el nombre en clave Ironheart, con una armadura diseñada por Stefano Caselli, el artista del nuevo volumen.

## Biografía del personaje ficticio

### Orígenes
Riri Williams es una estudiante de ingeniería de 19 años y la hija del difunto Riri Williams Sr. Después de la muerte de su padre, Riri vive con su madre y su tía paterna llamada Sharon. Ella también asiste al Instituto de Tecnología de Massachusetts con una beca. Trabajando sola, Riri diseña una armadura similar a la armadura del Hombre de Hierro usando material robado del campus. Cuando el personal de seguridad del campus llama a su puerta, huye mientras usa el traje.
Evitando que 2 reclusos escapen de la penitenciaría del estado de Nuevo México, Riri daña su traje. Al regresar a la casa de su madre, Riri continúa trabajando para mejorar el traje, para gran consternación de su tía. Tony Stark se entera de los logros de Riri y va a su encuentro. Durante su reunión, Tony decide que respaldará su decisión de convertirse en una superheroína.

### Post-Civil War II
Apareciendo en su armadura de rescate siguiendo la trama de la «Guerra Civil II», Pepper Potts se enfrenta a Riri Williams y su I.A. de Tony Stark en un intento por explicar los problemas de ser un superhéroe. Luego son atacados por Techno Golem y sus Biohack Ninjas. Mientras Riri huye y Pepper lucha contra ellos, Techno Golem intenta descubrir cómo Pepper conoce a Riri. Cuando la armadura de Techno Golem se rompe y Tomoe intenta atacar a Riri, Pepper usa sus guanteletes blindados de Rescue y noquea a Tomoe. Cuando Sharon Carter se reúne formalmente con Riri después de la detención de Tomoe y los Biohack Ninjas, Pepper le dice a Riri que volverán a hablar. Pepper Potts, Mary Jane Watson, Viernes, la I.A. de Tony Stark, y la madre biológica de Stark, Amanda Armstrong, están en el Salón de la Armadura con Riri cuando demuestra su conocimiento de cada una de las armaduras de Iron Man. Cuando Amanda Armstrong se ofrece a permitir que Riri use los laboratorios de Tony Stark como su base de operaciones, Riri se muestra vacilante, pero Pepper la alienta. Al día siguiente, en su casa, la jefa del M.I.T. visita a la familia de Riri. Ella quiere que Riri continúe trabajando allí, ya que se ha vuelto descuidada desde que se fue. A Riri también se le permitiría usar los laboratorios de la escuela. Después de trabajar en uno de los laboratorios, Riri le pide a la I.A. de Tony Stark que le encuentre algo para desahogarse. El Tony Stark A.I localiza a Armadillo durante una ola de crímenes y Riri usa la armadura de Ironheart para derrotar a Armadillo. A continuación, los Campeones se le acercan y le ofrecen ser miembro de su grupo.

### Imperio Secreto
Durante la historia del Imperio Secreto, se ve a Ironheart luchando contra el Ejército del Mal durante la toma de Hydra de los Estados Unidos. El Barón Helmut Zemo tiene a Blackout alrededor de Manhattan con Fuerza oscura después de mejorarlo con los poderes de Darkhold. Riri envía una señal de socorro a todos los héroes disponibles para que se encuentren con ella en Washington D. C.. Ironheart y Falcon II se unen a los Campeones para ayudar en la lucha clandestina contra la toma del país por parte de Hydra. Luego siguen a Viuda Negra cuando ella hace sus propios planes para el Capitán América. Durante el entrenamiento, los jóvenes héroes no están de acuerdo sobre la brutalidad y despiadada de Viuda Negra. Más tarde, los héroes se infiltran en una base de Hydra para encontrar a alguien crucial para el plan de Viuda Negra. Viuda Negra luego les dice que tendrán que matar a Steve Rogers, después de que Hydra destruya el escondite subterráneo. En Washington, cuando comienza su asalto, Spider-Man lucha contra el Capitán América, pero Viuda Negra interviene y muere. Justo cuando Spider-Man está a punto de matar a Steve Rogers, los demás lo convencen de que no lo haga y todos son arrestados. También ayudó a los Campeones a buscar sobrevivientes en Las Vegas, Nevada, luego de su destrucción por Hydra.

### Campeones
En la historia del 2019, Riri se sorprende más tarde al saber que su compañera androide de equipo, Viv Visión, se ha enamorado de ella, lo que inicialmente la rebela debido a la internalizada homofobia. Más tarde, su mente, y la de varios otros campeones, se corrompe por el hijo de Mephisto, Blackheart, volviéndola contra sus compañeros de equipo. Sin embargo, cuando Riri está a punto de destruir a Viv, es la sincera disculpa de esta última por no considerar sus sentimientos lo que la saca del control de Blackheart y finalmente la hace reconocer el afecto de Viv.
Durante la historia de 2020 «Outlawed», Ironheart se encuentra entre los superhéroes adolescentes afectados por la Ley de Guerra Sobrehumana para Menores de Edad que fue redactada por el senador Geoffrey Patrick desde que Ms. Marvel entró en coma durante una pelea con un dragón asgardiano. El grupo establecido C.R.A.D.L.E. allanó su laboratorio.

### Iron Man 2020
En el arco Iron Man 2020, Riri se encuentra entre los personajes a los que Tony Stark en su forma de Mark I no ha devuelto las llamadas. Mientras cumple con la Ley de Guerra Sobrehumana para Menores de Edad, Riri, su A.I. N.A.T.A.L.I.E. (que se basa en la difunta mejor amiga de Riri, Natalie), y Xavier King ven a la gente huyendo porque los Intellicars se han vuelto locos. Mientras Riri interactúa con el Intellicar, N.A.T.A.L.I.E. descubre que es A.I. está dañado con un código incorrecto. Cuando el Intellicar comienza a actuar nuevamente, Riri pudo encontrar el código de reinicio cuando los tres Intellicars se bloquearon. N.A.T.A.L.I.E. le informa a Riri que la señal provino del teléfono celular de André Sims, quien actualmente trabaja como pasante en la sucursal de Stark Unlimited en Chicago. 3 días después, en la sucursal de Stark Unlimited en Chicago, Riri confronta a André sobre el incidente con los Intellicars. André niega todo conocimiento del incidente y afirma que Stark Unlimited le está haciendo un favor a la gente. De vuelta en su laboratorio, Riri le dice a N.A.T.A.L.I.E. que ha enviado sus quejas a Stark Unlimited y nadie ha respondido todavía. Mientras debatía sobre el próximo plan de acción con N.A.T.A.L.I.E., Riri se da cuenta de que podría estar fallando. Más tarde esa noche, Riri le informa a Xavier que N.A.T.A.L.I.E podría estar sufriendo un problema técnico desde el incidente de Intellicar. Luego recibe una alerta de que la armadura Ironheart ha sido secuestrada. Se muestra que N.A.T.A.L.I.E. ha secuestrado la armadura Ironheart y comienza a fallar cuando se enfrenta a André. Usando el rastreador de la armadura Ironheart, Riri y Xavier ingresan a Stark Unlimited, donde evitan a los drones Stark. Se ponen al día con N.A.T.A.L.I.E. mientras Riri trabaja para hablar N.A.T.A.L.I.E. de dañar a André como N.A.T.A.L.I.E. afirma que no pueden evitar que personas como André las lastimen. Riri afirma que no puede tener N.A.T.A.L.I.E. acabar con André o de lo contrario Riri sería arrestada ya que no quiere hacer pasar a su madre por eso y perder a N.A.T.A.L.I.E. Riri no tiene más remedio que armarse mientras André se recupera y lanza a Xavier por la ventana. Ironheart logra rescatar a Xavier y exponer los experimentos de André. Después de ver las noticias relacionadas con el incidente, Riri, N.A.T.A.L.I.E. y Xavier notaron que la armadura Ironheart figuraba como uno de los prototipos de Stark Unlimited, ya que sospechan que Stark Unlimited encubrió el hecho de que era la verdadera Ironheart. El problema técnico de N.A.T.A.L.I.E también se solucionó.

## Ventas
| Fecha             | Rango de ventas | Publicación            | Precio | Editor | Unidades vendidas a tiendas de cómics |
| ----------------- | --------------- | ---------------------- | ------ | ------ | ------------------------------------- |
| Noviembre de 2016 | 5               | Invincible Iron Man 1  | $3.99  | Marvel | 97,713                                |
| Dic 2016          | 13              | Invincible Iron Man 2  | $3.99  | Marvel | 81,271                                |
| Enero de 2017     | 346             | Invincible Iron Man 3  | $3.99  | Marvel | 44,181                                |
| Feb 2017          | 56              | Invincible Iron Man 4  | $3.99  | Marvel | 36,600                                |
| Marzo de 2017     | 51              | Invincible Iron Man 5  | $3.99  | Marvel | 38,746                                |
| Abril de 2017     | 69              | Invincible Iron Man 6  | $3.99  | Marvel | 31,561                                |
| Mayo de 2017      | 89              | Invincible Iron Man 7  | $3.99  | Marvel | 28,266                                |
| Junio de 2017     | 64              | Invincible Iron Man 8  | $3.99  | Marvel | 33,428                                |
| Julio de 2017     | 71              | Invincible Iron Man 9  | $3.99  | Marvel | 30,128                                |
| Agosto de 2017    | 80              | Invincible Iron Man 10 | $3.99  | Marvel | 27,675                                |
| Sept 2017         | 62              | Invincible Iron Man 11 | $3.99  | Marvel | 34,015                                |
| Nov 2018          | 45              | Ironheart 1            | $4.99  | Marvel | 40,739                                |
| Enero de 2019     | 123             | Ironheart 2            | $4.99  | Marvel | 17,507                                |
| Feb 2019          | 123             | Ironheart 3            | $4.99  | Marvel | 14,189                                |

## Recepción
El personaje de Riri Williams recibió críticas por tener una representación inexacta de una típica adolescente negra.

## Versiones alternativas

### Ultimate Marvel
En el cómic Spider-Men II de 2017, una versión definitiva de Riri Williams se considera un miembro de los Ultimates, junto a Hulk, Antorcha Humana, Capitán América, Giant-Man, Thor, Spider-Woman y el original Spider-Man de 1610.

## En otros medios

### Televisión
- Riri Williams / Ironheart aparece en Marvel Rising: Heart of Iron, con la voz de Sofia Wylie.[31] En flashbacks, Riri hizo frente a la pérdida de un miembro de la familia y trabajó en su versión de la armadura prototipo de Iron Man que tensó su amistad con una chica llamada Natalie. En el presente, ella ha creado una I.A. llamada A.M.I. (con la voz de Melanie Minichino). Cuando A.M.I. fue robada por Hala la Acusadora para usarlo en un dispositivo del día del juicio final, Riri tuvo que trabajar con los Guerreros Secretos para desarmarlo. Riri lo hace a costa del reactor de arco de A.M.I. Al final del corto, Riri construyó una nueva armadura y se une a los Guerreros Secretos como Ironheart.
- Riri Williams / Ironheart aparece en la temporada 3 de Spider-Man, episodio «Amazing Friends», con la voz de Sofia Wylie.[32][33] Esta versión es una pasante de los Vengadores que perdió a su padrastro. Además, tiene una I.A. de Tony Stark que llama «Not Tony» (con la voz de Mick Wingert[33]). En «Vengeance of Venom» Pt. 2, Ironheart se encuentra entre los héroes capturados por los Klyntar durante su invasión de la Tierra.
- Riri Williams / Ironheart aparece en Marvel Super Hero Adventures,[34]con la voz de Odessa Rojen.[35]

### Universo cinematográfico de Marvel
- Riri Williams / Ironheart aparece en la película del Universo cinematográfico de Marvel, Black Panther: Wakanda Forever (2022) interpretada por Dominique Thorne.[36][37][38]Ella es una estudiante del MIT y una genio inventora de Chicago que crea una armadura que rivaliza con la construida por Tony Stark/Iron Man, y cuyo detector de vibranium es robado por la CIA, lo que la llevó a ser perseguida por Talokan y Wakanda.
- En diciembre de 2020, se anunció una serie de televisión Ironheart (2025) como parte del Universo cinematográfico de Marvel para el servicio de transmisión Disney+, con Dominique Thorne interpretando a Riri Williams.[39][40]Después de ser expulsada del MIT, Williams regresa a Chicago donde se asocia con la pandilla de Hood, hasta que descubre una verdad que la llevaría al peligro y la aventura.
- Variantes alternativas de Williams aparecerán en What If...? (2024) y Marvel Zombies (2025).[41][42]
  - En el episodio de What If...?, "What If... the Emergence Destroyed the Earth?",[43]Williams es una sobreviviente ante el Surgimiento que lucha ante la dominación de Quentin Beck/Mysterio al mando de White Visión y la Federación de Hierro. Ella es salvada por la Alianza compuesta por Wong, Okoye, Valkyrie y Ying Nan. Después del ataque, ella logra acabar con White Visión y se fusiona volviéndose en una híbrido humana-sintezoide para infiltrarse en la base de Beck y detectar todas su ilusiones. Sin embargo, cuando Williams contraataca, revela que nunca abandonó el campo de asteroides, sus compañeros de la Alianza están todos muertos y todo desde la derrota de Visión ha sido una ilusión. Al casi ser derrotada por Beck, Williams es animada por el Vigilante y proyecta el logotipo de los Vengadores en el cielo para dar esperanza a los sobrevivientes, logrando acabar con la vida de Beck y su imperio distópico se deshace.

### Video de internet
- En marzo de 2017, el departamento de admisiones del Instituto de Tecnología de Massachusetts lanzó un video corto de acción en vivo en el que Ironheart, interpretada por la estudiante Ayomide F., camina por el campus, asiste a clases y construye un traje Ironheart en su dormitorio.[44]

### Videojuegos
- Ironheart aparece como un personaje jugable en Marvel Puzzle Quest.
- Ironheart aparece como un personaje jugable en Marvel Future Fight.[45] Esto marca el debut del personaje en los juegos móviles, así como en todo el género de videojuegos en general.[46]
- Ironheart aparece en Marvel Avengers Academy,[47] con la voz de Dani Chambers.[48]
- Ironheart aparece como un personaje jugable en Lego Marvel Super Heroes 2 en el DLC «Campeones».[49]
- Ironheart aparece como personaje jugable en Marvel Strike Force.[50]
- Ironheart aparece como personaje jugable en Marvel Contest of Champions.[51]